# Scheidestraße 16
Das Gebäude Scheidestraße 16 in Hannover im Stadtteil Kleefeld war ein denkmalgeschütztes Fachwerkhaus aus dem 19. Jahrhundert, das im Jahr 2013 für geplante Arztpraxen in einem Neubau eines hannoverschen Investoren abgerissen wurde.

## Geschichte
Das zur Zeit der Industrialisierung im Königreich Hannover etwa in der Mitte des 19. Jahrhunderts errichtete und ehemals denkmalgeschützte „Doppelarbeiterwohnhaus Scheidestraße 16“ war – ebenso wie das ehemalige Wohnhaus des Orgelbauers Fritz Wrede in der Berckhusenstraße 9 – eines der wenigen weitgehend originalerhaltenen Fachwerkhäuser aus der älteren, ländlichen Bebauung durch die sogenannten „Gartenkosaken“ in Kleefeld. Das Haus in der Scheidestraße hatte gemeinsam mit dem Nachbargebäude unter der Hausnummer 18 die Luftangriffe auf Hannover während des Zweiten Weltkrieges nahezu schadlos überdauert und wurde spätestens Mitte der 1980er Jahre unter Denkmalschutz gestellt.
Zu Beginn des 21. Jahrhunderts waren jedoch die Grundstücke und die benachbarten Fachwerkhäuser in der Scheidestraße verwahrlost beziehungsweise baufällig geworden, bis Mitte 2011 im Zuge einer lange geplanten Sanierung des gesamten Straßenzuges im Stadtbezirksrat Buchholz-Kleefeld in einer gemeinsamen Anfrage der SPD und dem Bündnis 90/Die Grünen

„[...] auf den jahrelangen miserablen Zustand der Grundstücke Scheidestraße 16 und 18 und deren Auswirkung auf die Bewohner und Geschäftsinhaber des Stadtteil Kleefeld [... hinwiesen] und die Verwaltung nach Maßnahmen und juristischen Möglichkeiten zur Beseitigung dieser Umstände [fragten].“

Zudem wurde aus baufachlicher und wirtschaftlicher Hinsicht der Abschluss der „[...] Beseitigung der baufälligen Häuser Nr. 16 und 18 sowie [... der] baulichen Folgenutzungsmaßnahmen vor der Sanierung des jeweiligen Straßenteils“ erbeten. Wenige Wochen später hatten die Eigentümer von Haus Nummer 16 jedoch bereits umfangreiche Sanierungen an dem Gebäude, wollten nach der bereits erfolgten Dachdeckung, Entkernung und Fassadensanierung das ehemalige Kleine Café zu einem Restaurant mit mediterraner Küche für bis zu 60 Gästen umgestalten. Doch dem Sanierungsbeispiel folgten die Eigentümer des Hauses Nummer 18 nicht: Ihrer Werbung „Haus zu verschenken, Grundstück zu verkaufen“ lockte auch die Interessenten eines dort dann neu zu bauenden Ärztehauses nicht – aufgrund des zu hohen Preises. Schließlich warf Grünen-Ratsherr Michael Dette sogar die Frage nach einer möglichen Zwangsenteignung auf.
Im Folgejahr 2013 wurde das bereits teilsanierte Gebäude Scheidestraße 16 dann doch abgerissen, im Nachbarhaus Nummer 18 begann die Eigentümerin Alla Bernhardt stattdessen mit einer Modernisierung zwecks Umwandlung ebenfalls in ein Restaurant sowie einer Wohnung im Ersten Stock des Hauses. Doch noch im selben Jahr verkaufte auch sie ihr zweigeschossiges Haus an den privaten hannoverschen Investor, der im Jahr 2014 auch das Grundstück des bereits abgerissenen Fachwerkhauses sowie das angrenzende Grundstück samt Gebäude in der Kirchröder Straße 103 erworben hatte. Unterdessen hatte auch der Bezirksratsherr Karsten Plotzki an den Stadtbezirksrat eine Anfrage gestellt nach geeigneten Maßnahmen für ein verdichtetes Bauen im Sinne einer „Stadt der kurzen Wege“ und „ein zukunftsfähiges Nebeneinander von Wohnen, Handel und Gewerbe“. Für die zusammengelegten Grundstücke der ehemaligen Fachwerkhäuser hoffte der Bauherr auf einen Baubeginn im Jahr 2015,[veraltet] wobei sich der geplante Neubau mit Arztpraxen und Wohnungen darüber in der Höhe eher den umliegenden Nachbargebäuden mit bis zu vier Obergeschossen anpassen sollte.